# 숭산 (산)
숭산(중국어: 嵩山, 병음: Sōng Shān, 표준어: 쑹산산)은 중국 오악(五岳) 중 중악(中岳)이다.
| 북악항산(恒山)남악형산(衡山)서악화산(華山)중악숭산(嵩山)동악태산(泰山)class=notpageimage\| 중국의 오악(五岳) |

## 개요
옛 이름은 외방(外方), 숭고(嵩高), 숭고(崇高)라 하여 허난성(河南省) 중부에 위치하여 푸유 산계(伏牛山系)에 속하며, 행정구역으로는 덩펑 시(登封市) 서북면(西北面)에 위치한다. 총면적 450km2로 다시 서쪽의 소실산(少室山)과 동쪽의 태실산(太室山)으로 구분되며, 모두 72개의 봉우리가 있으며, 태실산은 해발 1491.7m의 준겁봉(峻极峰), 소실산은 해발 1,512m의 연천봉이 주봉이다. 해발 최저 350m에 최고 높이는 1,512m로 연천봉이 더 높지만 주봉(主峰)은 태실산에 있는 높이 1491.7m의 준겁봉이다. 북쪽으로는 황하(黃河)와 낙수(洛水)를 끼고 남쪽으로는 영수(潁水)와 기산(箕山)에 닿으며, 동쪽으로는 중국 다섯 왕조의 도읍지였던 변량(汴梁), 서쪽으로는 아홉 왕조의 도읍지였던 뤄양(洛陽)이 있어, "판락양경, 기내명산(汴洛兩京, 畿內名山)"라 불린다.
1982년 중국 정부에 의해 처음으로 국가급 풍경명승구(国家级风景名胜区)로 지정되었다. 2004년 2월 13일에는 유네스코 지정 세계지질공원(世界地质公园)이 되었으며, 2007년 5월 8일에는 다시 숭산소림경구(嵩山少林景区)가 중국의 국가여유국(国家旅游局)으로부터 국가5A급 여유경구(旅游景区)로 지정되었다. 숭산은 중국 도교(道教)의 성지이자 소림사(小林寺)가 위치한 불교(佛教)의 발상지이며, 또한 중국 신유교(新儒教)의 탄생지이다.

## 자연지리
숭산 안에는 태고대(太古代)부터 원고대(原古代), 고생대부터 신생대에 이르기까지 다섯 시대의 지층을 한곳에서 완벽하게, 몹시 선명하게 보존된 상태로 볼 수 있는 하나의 천연지질박물관과도 같은 곳으로 유명하다. 주봉인 준겁봉 지역은 대부분이 석영암으로 되어 있으며, 모든 봉우리가 표고 400m 이상으로 솟아나 있다. 중국 지질학계에서는 이를 오대동당이라고 부르고, 23억 년 전의 지각변화를 숭양 운동, 8억 년 전의 지각 변화는 중악 운동, 5~6억 년 전의 지각 변화의 흔적은 소림 운동이라고 명명하는 등 숭산의 중국 역사속 관련 명칭을 붙이고 있다.

## 역사
산악신앙의 대상으로 고대로부터 30여 명의 황제와 150여 명의 저명한 문인들이 몸소 숭산에 올랐으며, 또한 신선(神仙)이 모여 산다는 신령한 땅으로 여겨졌다. 때문에 명승고적이 많이 퍼져 있으며, 오악(五嶽)의 하나로 꼽힌다. 《시경》(詩經)에는 숭산을 가리켜 노래한 "嵩高惟岳，峻极于天"라는 구절이 등장한다. 크게 동쪽의 태실산(太室山)과 서쪽의 소실산(小室山)으로 구분되는데, 이 이름은 황하의 치수(治水)를 성공시켰다는 고대의 전설적인 왕 우(禹)가 두 명의 부인을 거느렸다는 데에서 유래한 것이다.
요순 시대에는 방산(方山), 하(夏), 상(商) 왕조 시대에는 숭고, 서주 때는 악산(岳山)으로 불렸다. 기원전 770년 주 평왕(平王)이 낙읍(뤄양)으로 옮긴 뒤, 이 산이 가운데 있으며 왼쪽에 대(岱), 오른쪽에 화(華)가 있어 천지의 중심이 된다 중악 숭산(中嶽嵩山)이라 부르게 되었다. 중국을 통일한 시황제가 처음으로 이곳에 중악묘(中嶽廟)를 지었는데, 이는 중국 고대 건축군의 하나이다. 한 무제가 태실산에 봉선(封禪)을 위해 올랐을 때 산에서 만세를 외치는 소리를 들었다 하여 태실산을 만세산이라고 부르게 되었고, 훗날 《시경》에 있는 숭산을 노래한 구절에 따라 숭산이라 고쳤다. 무측천이 숭산에서 봉선을 하면서 중악을 신악(神嶽)이라 부르기도 했다. 북송 이후 중악 숭산이라는 이름으로 변함없이 이어지고 있다.
태실산(太室山)의 남쪽 산기슭에 위치한 숭양서원(嵩阳书院)은 중국 고대 4대 서원의 하나로 꼽히며, 법왕사(法王寺)는 중국에서 가장 이른 시기에 지어진 사원 건축의 하나다. 숭산은 72개에 달하는 봉우리마다 하나씩 절이 있는데, 북위의 효문제가 495년에 천축의 승려 발타를 위해 지어주었다는 절로써 소림무술로 유명한 소림사도 그 중 하나이며, 여러 고승들이 이곳을 거쳐갔다.
1. ↑  (오픈스트리트맵-준겁봉)https://www.openstreetmap.org/search?query=%E5%B0%91%E6%9E%97%E5%AF%BA#map=13/34.4909/112.9886